# Chris Thomas (basket-ball)
Pour les articles homonymes, voir Chris Thomas (homonymie) et Thomas.
Chris Thomas, né le 3 octobre 1982, à Indianapolis, dans l'Indiana, est un joueur et entraîneur américain de basket-ball. Il évolue durant sa carrière au poste de meneur. 

## Palmarès
- Vainqueur de la Ligue internationale de basket-ball des Balkans 2012